# 蒙松
蒙松（西班牙語：Monzón），为西班牙阿拉贡自治区韋斯卡省的城镇，人口为17050。蒙松为康奇塔·馬丁內斯的出生地。黎塞留曾与Gaspar de Guzmán, Count Duke of Olivares在此签署条约。
这里曾是阿拉贡王国的首都。

## 出生人物
- Ignacio de Luzán Claramunt de Suelves y Gurrea
- Joaquín Costa
- 埃利塞奥·马丁
- 康奇塔·馬丁內斯

## 友好城市
- 西班牙巴塞罗那
- 法国米雷